# Kaser (Nova Iorque)
Kaser é uma aldeia localizada no estado americano de Nova Iorque, no Condado de Rockland.

## Geografia
De acordo com o United States Census Bureau, a aldeia tem uma área de 0,4 km², onde todos os 0,4 km² estão cobertos por terra.

## Demografia
Segundo o censo nacional de 2010, a sua população é de 4 724 habitantes e sua densidade populacional é de 10 729,10 hab/km². É a localidade mais densamente povoada do estado de Nova Iorque. Possui 929 residências, que resulta em uma densidade de 2 109,93 residências/km².